# Lobaria exornata
Lobaria exornata är en lavart som först beskrevs av Alexander Zahlbruckner, och fick sitt nu gällande namn av Yoshim. Lobaria exornata ingår i släktet Lobaria och familjen Lobariaceae.   Inga underarter finns listade i Catalogue of Life.